# Hung jezik
Hung jezik (ISO 639-3: hnu; isto i Cuói, K’katiam-Pong-Houk), jedan od deset viet-muonških jezika iz Laosa i Vijetnama. Govori ga oko 2 000 u Laosu (Ferlus 1996) u provincijama Bolikhamsay i Khammoua, i 700 u Vijetnamu (Ferlus 1996) i provinciji Nghe An.
Ima nekoliko dijalekata, to su Toum (Tum) [hnu-tou], Phong (Pong, Poong, Pong 1, Pong 2) [hnu-pho] u distriktu Tuong Duong; Dan Lai [hnu-dan] i Ly Ha [hnu-lyh] u distriktu Con Cuong.

## Vanjske poveznice
- Ethnologue (14th)
- Ethnologue (15th)